# Lerstrandbaggar
Lerstrandbaggar (Limnichidae) är en familj av skalbaggar som beskrevs av Wilhelm Ferdinand Erichson 1846. Enligt Catalogue of Life ingår lerstrandbaggar i överfamiljen Byrrhoidea, ordningen skalbaggar, klassen egentliga insekter, fylumet leddjur och riket djur, men enligt Dyntaxa är tillhörigheten istället ordningen skalbaggar, klassen egentliga insekter, fylumet leddjur och riket djur. Enligt Catalogue of Life omfattar familjen Limnichidae 354 arter. 

## Dottertaxa till lerstrandbaggar, i alfabetisk ordning[1][2]
- Acontosceles
- Afrolimnichus
- Babalimnichus
- Bothriophorus
- Byrrhinus
- Caccothryptus
- Cephalobyrrhinus
- Cephalobyrrhus
- Chibidoronus
- Corrinea
- Cyclolimnichus
- Erichia
- Ersachus
- Eulimnichus
- Euthryptus
- Geolimnichus
- Hyphalus
- Lichminus
- Limnichites
- Limnichoderus
- Limnichomorphus
- Limnichus
- Mandersia
- Martinius
- Mexico
- Palaeoersachus
- Paralimnichus
- Parathroscinus
- Pelochares
- Phalacrichus
- Physemus
- Platypelochares
- Pseudeucinetus
- Resachus
- Simplocarina
- Throscinus
- Tricholimnichus